# Pernitas Point
Pernitas Point est un village situé en limite des comtés de Jim Wells et Live Oak, au Texas, aux États-Unis,.

## Démographie
Lors du recensement de 2000, le village comptait une population de 269 habitants. Elle est estimée, en 2017, à 247 habitants.

### Source de la traduction
- (en) Cet article est partiellement ou en totalité issu de l’article de Wikipédia en anglais intitulé « Pernitas Point, Texas » (voir la liste des auteurs).